# Kilinux
Kilinux es el Proyecto Abierto de Localización en suajili, un proyecto con base en Tanzania para crear un sistema operativo Linux en suajili, el cual es hablado por casi 100 millones de personas en África. El proyecto inició como un esfuerzo conjunto entre la Universidad de Dar es Salaam y la compañía sueca IT+46.
La primera gran versión del proyecto (Jambo OpenOffice.org) es una versión localizada de OpenOffice.org, una suite ofimática en código abierto, la cual está enfocada principalmente en escuelas y universidades. Jambo OpenOffice.org fue liberado de manera no oficial a principios de diciembre de 2004. La liberación oficial ocurrió el 26 de febrero de 2005.
Una versión en suajili de Microsoft Office fue lanzada en diciembre de 2005.
El 10 de marzo de 2005 el proyecto anunció que habían iniciado los trabajos con vías a la localización del navegador de Internet de código abierto Mozilla Firefox.
Debido a su vocación de educación en entornos vulnerables y la contribución a disminuir la brecha del acceso a la sociedad de la información, KiLinux se ganó el Reto Estocolmo en la categoría de educación en 2006.
- Datos: Q600892